# Арслан, Шакиб
Шакиб Арслан (араб. شَكيب أَرْسَلان‎; 25 декабря 1869 — 9 декабря 1946) — ливанский писатель, поэт, историк, политик и эмир Ливана. Он издал около 20 книг и 2000 статей, а также два сборника стихов и «удивительную переписку». Он был известен как Амир аль-Баян (араб. أَميرُ البَيان‎, букв. «Принц красноречия») из-за его влиятельных произведений.

## Биография
Под влиянием идей Джамалуддина аль-Афгани и Мухаммада Абдо, Арслан стал ярым сторонником панисламской политики Абдул -Хамида II. Как арабский националист, Арслан был сторонником панмагребизма (объединения Алжира, Туниса и Марокко). Он также утверждал, что выживание Османской империи было единственной гарантией против разделения уммы и ее оккупации европейскими империалистическими державами. Для Арслана османизм и ислам были неразделимы, и реформа ислама естественным образом привела бы к возрождению Османской империи. 
Изгнанный из своей родины французскими властями мандата, Арслан провел большую часть межвоенных лет в швейцарской Женеве, где он служил неофициальным представителем Сирии и Палестины в Лиге Наций и писал постоянный поток статей для периодической печати арабских стран. Там он стал соучредителем и редактором газеты под названием «La Nation Arabe». Его партнером в этой деятельности был Ихсан Аль Джабри, сирийский изгнанник. Арслан также был автором «Barid Al Sharq», пропагандистской газеты, издававшейся в Берлине, во времена нацистской Германии. Однако Арслан лично не был согласен с нацизмом, вместо этого рассматривая его как инструмент для слома других колониальных держав. В 1939 году он написал Даниэлю Герену, что если немцы окажутся не лучше по отношению к арабам, «они просто поменяют хозяев». В своем дневнике он заметил, что итальянцы просто превратят Палестину в итальянскую колонию.

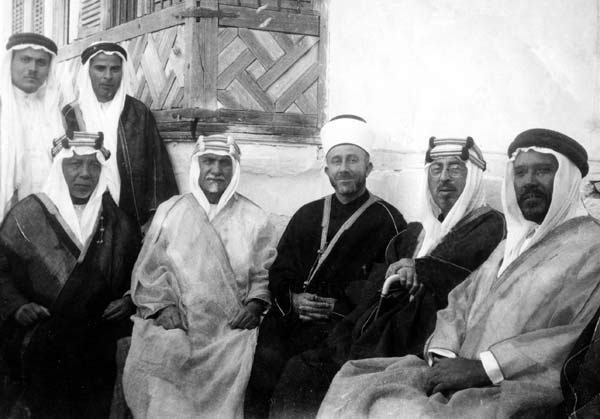
Принц Шакиб (второй справа) во время визита в Саудовскую Аравию в начале 1930-х годов, одетый в бедуинский костюм. Справа от него Мухаммед Амин аль-Хусайни, великий муфтий Иерусалима, и Хашим аль-Атасси, который позже стал президентом Сирии

## Пропаганда
Амир Шакиб предложил интерпретацию ислама, пронизанную чувством политической власти и морального мужества. Он стремился восстановить узы исламского единства, призывая мусульман от Марокко до Ирака помнить об их общей приверженности исламу, несмотря на их индивидуальные различия. Шакиб считал, что признание и действие в соответствии с этой общей связью может привести к освобождению от их существующего подчинения. Он также видел в этом единстве способ возрождения того, что он считал их славной историей. Работа Арслана вдохновила антиимпериалистические пропагандистские кампании, что вызвало сильное раздражение британских и французских властей в арабском мире. 
Он защищал ислам как важнейший компонент общественной морали. Его послание с призывом к действию и защите традиционных ценностей в эпоху большой неопределенности было хорошо воспринято и привлекло широкое внимание в 1920-х и 1930-х годах. Именно в этот период он написал свою самую известную работу «Наш упадок: причины и средства», в которой описал то, что Арслан считал причинами слабости существующих мусульманских правительств.
Он сотрудничал с каирским журналом Мухиба Ад-Дина Аль-Хатиба «Аль-Фатх», модернистским салафитским изданием.

## Личная жизнь
Родившись в семье друзов, он всегда пытался совмещать свою веру с традиционным исламом, но позже принял ислам суннитского толка, «зарекомендовав себя как ортодоксального мусульманина, служащего интересам суннитского ислама».
Он женился на Сулейме Алхас Хатог, иорданке черкесского происхождения. У них был сын Галиб (родился в 1917 году в Ливане) и две дочери, Мэй (1928–2013) и Назима (родилась в 1930 году в Швейцарии). Его дочь Мэй вышла замуж за ливанского политика-друза Камаля Джумблатта, у них родился сын, ливанский политик Валид Джумблатт, внук Арслана.
Арслан умер 9 декабря 1946 года, через три месяца после возвращения в Ливан.

## Труды
- Арслан, Шакиб. Our Decline: Its Causes and Remedies. — Islamic Book Trust, 2004. — ISBN 9789839154542.